# Avaroa
Avaroa ist eine Ortschaft im Departamento Potosí im Hochland des südamerikanischen Anden-Staates Bolivien.

## Geographie
Avaroa ist zweitgrößte Ortschaft im Kanton Pelcoya und liegt im Municipio San Pedro de Quemes in der Provinz Nor Lípez auf einer Höhe von 3702 m.
Avaroa liegt auf dem bolivianischen Altiplano zwischen den Anden-Gebirgsketten der Cordillera Occidental im Westen und der Cordillera de Lípez im Südosten.
Die mittlere Durchschnittstemperatur der Region liegt bei knapp 8 °C, der Jahresniederschlag beträgt nur 70 mm (siehe Klimadiagramm Avaroa). Die Region weist ein ausgeprägtes Tageszeitenklima auf, die Monatsdurchschnittstemperaturen schwanken nur unwesentlich zwischen 4 °C im Juni/Juli und 10 °C von Dezember bis Februar. Nennenswerte Monatsniederschläge von monatlich 30 mm fallen nur in den Monaten Januar und Februar, der Rest des Jahres ist nahezu niederschlagsfrei.

## Verkehrsnetz
Der Bahnhof Avaroa ist der bolivianische Grenzbahnhof der Bahnstrecke Antofagasta–La Paz. Der gegenüberliegende chilenische Grenzbahnhof ist Ollagüe.
Avaroa liegt 400 Straßenkilometer südwestlich von Potosí, der Hauptstadt des gleichnamigen Departamentos. Von Potosí führt die asphaltierte Nationalstraße Ruta 5 in südwestlicher Richtung 198 Kilometer bis Uyuni, von dort führt die teilweise unbefestigte Ruta 701 weiter nach Südwesten und erreicht nach 61 Kilometern die Brücke über den Río Grande de Potosí. Hinter der Brücke zweigt eine Landstraße in nordwestlicher Richtung ab und erreicht nach 36 Kilometern die Ortschaft Río Grande. Von hier aus folgt die Piste weitgehend der Bahnstrecke nach Südwesten und erreicht vorbei an den Ortschaften Julaca und Chiguana nach 107 Kilometern Avaroa.

## Bevölkerung
Die Einwohnerzahl der Ortschaft ist im vergangenen Jahrzehnt nahezu unverändert geblieben:
| Jahr | Einwohner | Quelle       |
| ---- | --------- | ------------ |
| 1992 | -         | Volkszählung |
| 2001 | 49        | Volkszählung |
| 2012 | 48        | Volkszählung |
| 2024 |           | Volkszählung |

Die Region weist einen gewissen Anteil an Quechua-Bevölkerung auf, im Municipio San Pedro de Quemes sprechen 24,9 Prozent der Bevölkerung Quechua.